# Hamilton H-47 Metalplane
Die Hamilton H-47 Metalplane ist ein Ganzmetall-Eindecker-Verkehrsflugzeug des Luftfahrtpioniers Thomas F. Hamilton. Andere Namen für dieses Modell sind Silver Eagles und bei der Variante mit Schwimmkörper Silver Swans.

## Geschichte
Der erste Entwurf Thomas F. Hamiltons die Hamilton H-18 stammt aus dem Jahre 1925. Im Jahre 1928 wurde die Firma von Boeing übernommen. Ihr erster Einsatzzweck war die Postzustellung im September 1928. Dieses Einzelexemplar mit gerundetem Rumpf und einem offenen Cockpit konnte nur 6 Personen befördern. Größere Exemplare mit stärkerem  Motor sind die Hamilton H-45 Metalplane  und die Hamilton H-47  Metalplane . Sie wurden als Passagiermaschinen bei Northwest Airlines unter dem Namen Silver Streak bis zum Ausbruch des Zweiten Weltkriegs vor allem bei Verbindungen zwischen den USA und Kanada eingesetzt.
Eine Hamilton H-47 Metalplane einer panamaischen Fluggesellschaft war unter der Bezeichnung UC-89 im Zweiten Weltkrieg im Einsatz. Heute ist nur noch eine dieser Maschinen flugfähig.

## Ausstattung
Das Cockpit der zwei Piloten befindet sich hinter dem Motor. Zu den technischen Neuerungen ihrer Zeit zählen die beheizbare Passagierkabine mit sechs oder acht lederbezogenen Korbstühlen, zudem war eine Bordtoilette vorhanden. Das starre Fahrwerk mit Radbremse war mit zwei Niederdruckreifen versehen. Statt der Räder war auch ein Anbringen von Schwimmern
oder Skikufen möglich. Der Propeller war aus Metall. Es war ein Schraubantriebstartermotor verbaut. Die Tragflächen waren zum optionalen Anschluss von Landescheinwerfern innen verkabelt.

## Technische Daten
| Kenngröße               | Hamilton H-45 Metalplane                                                                    | Hamilton H-47 Metalplane                                                       |
| ----------------------- | ------------------------------------------------------------------------------------------- | ------------------------------------------------------------------------------ |
| Besatzung               | 2 Piloten + 8 Passagiere                                                                    | 2 Piloten + 8 Passagiere                                                       |
| Länge                   | 10,62 m                                                                                     | 10,62 m                                                                        |
| Spannweite              | 15,57 m                                                                                     | 15,57 m                                                                        |
| Höhe                    | 2,62 m                                                                                      | 2,62 m                                                                         |
| Flügelfläche            | 33,4 m²                                                                                     | 33,4 m²                                                                        |
| Flügelstreckung         | 7,3                                                                                         | 7,3                                                                            |
| Leermasse               | 1.315 kg (298-kW-Motor) 1.650 kg (336-kW-Motor)                                             |                                                                                |
| Gesamtmasse             | 2.449 kg (298-kW-Motor) 2.608 kg (336-kW-Motor)                                             |                                                                                |
| Antrieb                 | ein 9-Zylinder-Sternmotor Pratt & Whitney R-1340 Wasp, 298 kW (405 PS) oder 336 kW (457 PS) | ein Wright Cyclone, 391 kW (434 PS) oder ein R-1690 Hornet mit 410 kW (558 PS) |
| Höchstgeschwindigkeit   | 222 km/h                                                                                    | 222 km/h                                                                       |
| Reisegeschwindigkeit    | 185 km/h                                                                                    | 185 km/h                                                                       |
| max. Flughöhe           | 3.962 m                                                                                     | 3.962 m                                                                        |
| Reichweite              | 1.086 km                                                                                    | 1.086 km                                                                       |
| damaliger Verkaufspreis | im Jahre 1926: 23.200–24.500 US$                                                            | 1927: 26.000 US$                                                               |